# Grand Slam Cup
Grand Slam Cup var en turnering för professionella tennisspelare som spelades inomhus årligen i slutet av september till i mitten av oktober i München i Tyskland perioden 1990 till 1999.
Tävlingarna organiserades av the International Tennis Federation (Internationella tennisförbundet, ITF), som bjöd in de främsta i den aktuella säsongens Grand Slam-turneringar att tävla i Grand Slam Cup. Tävlingarna erbjöd de högsta prissummorna bland alla turneringar, segraren erhöll 1,5 miljoner US-dollar, med möjlighet till ytterligare 1 miljon om han samtidigt hade vunnit någon av årets Grand Slam-turneringar. 
Grand Slam Cup erkändes aldrig av ATP (Association of Tennis Professionals) och gav därför inga rankingpoäng.
För ytterligare historik, se Tennis Masters Cup.

## Resultat, singelfinaler
| År   | Vinnare                        | Finalmotståndare            | Setsiffror            |
| 1990 | Pete Sampras (USA)             | Brad Gilbert (USA)          | 6-3 6-4 6-2           |
| 1991 | David Wheaton (USA)            | Michael Chang (USA)         | 7-5 6-2 6-4           |
| 1992 | Michael Stich (Tyskland)       | Michael Chang (USA)         | 6-2 6-3 6-2           |
| 1993 | Petr Korda (Tjeckien)          | Michael Stich (Tyskland)    | 2-6 6-4 7-6 2-6 11-9  |
| 1994 | Magnus Larsson (Sverige)       | Pete Sampras (USA)          | 7-6 4-6 7-6 6-4       |
| 1995 | Goran Ivanišević (Kroatien)    | Todd Martin (USA)           | 7-6 6-3 6-4           |
| 1996 | Boris Becker (Tyskland)        | Goran Ivanišević (Kroatien) | 6-3 6-4 6-4           |
| 1997 | Pete Sampras (USA)             | Patrick Rafter (Australien) | 6-2 6-4 7-5           |
| 1998 | Marcelo Ríos (Chile)           | Andre Agassi (USA)          | 6-4 2-6 7-6 5-7 6-3   |
| 1999 | Greg Rusedski (Storbritannien) | Tommy Haas (Tyskland)       | 6-3 6-4 6-7(5) 7-6(5) |

### Webbkällor
Den här artikeln är helt eller delvis baserad på material från engelskspråkiga Wikipedia, Grand Slam Cup, 26 september 2008.